# Канащенков, Анатолий Иванович
Анатолий Иванович Канащенков (род. 19 сентября 1937, Веть, Курская область) — советский и российский промышленный деятель и учёный, кандидат экономических наук (1997), доктор технических наук (1984), профессор (1991).

## Биография

### Ранние годы
Родился 19 сентября 1937 года в селе Веть Курской области. Отец был пограничником и погиб в начале Великой Отечественной войны. Когда немцы подходили к их родному селу, мать с двумя детьми ушла в партизанский отряд. Домой вернулись в 1944 году.
Окончив в 1954 году среднюю школу, учился в техническом училище, которое окончил в 1957 году. В 1965 году окончил Московский энергетический институт по специальности «Конструирование и производство радиоаппаратуры», а в 1976 году — Академию народного хозяйства при Совете Министров СССР (ныне Российская академия народного хозяйства и государственной службы при Президенте Российской Федерации). В 1984 году окончил аспирантуру Московского авиационного института. Окончил Высшую Королевскую школу экономической подготовки в Великобритании в 1989 году; бизнес-школы в США (1994 год) и Японии (1995 год).

### Работа в оборонной промышленности
С 1959 года работал на Брянском электромеханическом заводе, где прошёл трудовой путь от электромонтёра до главного инженера. С 1974 года директор завода и директор специального конструкторско-технологического бюро при нём.
С 1979 года Канащенков работал генеральным директором производственного объединения «Радиоприбор» в городе Рязани. С 1985 года — генеральный директор НПО «Фазотрон» и одновременно НИИ Радиостроения.
С 1991 года — президент концерна «Фазотрон». С 1993 по 2006 год — генеральный директор — генеральный конструктор АО «НИИ Радиостроения» — ОАО «Фазотрон-НИИР», а затем — ОАО «Корпорация „Фазотрон-НИИР“». С 2006 по 2008 год — первый заместитель генерального директора и генеральный конструктор в корпорации «Фазотрон-НИИР».
С 2010 года Анатолий Канащенков является советником генерального директора — главным конструктором корпорации «Фазотрон-НИИР», производящей радары и радиолокационные системы управления вооружением для самолётов и вертолётов, а также для ракетно-пушечных наземных и корабельных комплексов ПВО.

### Научная и преподавательская деятельность
С 1985 года Анатолий Иванович совмещает производственную деятельность с научно-педагогической работой в Московском авиационном институте. С 1995 года является заведующим кафедрой, c 2008 года — директором — научным руководителем — главным конструктором Научного центра специальных радиоэлектронных систем и менеджмента МАИ.

## Награды и звания
- Награждён орденами Ленина (1988), Октябрьской Революции (1981) и Трудового Красного Знамени (1971 и 1976), медалями
- Лауреат Государственной премии РФ (1998) — за разработку базовой самолётной системы управления вооружением самолётов-истребителей пятого поколения и унифицированного с ней семейства бортовых радиолокационных станций различного применения
- Заслуженный деятель науки Российской Федерации
- Заслуженный машиностроитель Российской Федерации
- Член ряда общественных академий наук (Международной академии информатизации, Академии электротехнических наук РФ, Российской инженерной академии)